# تنوير إسكتلندي

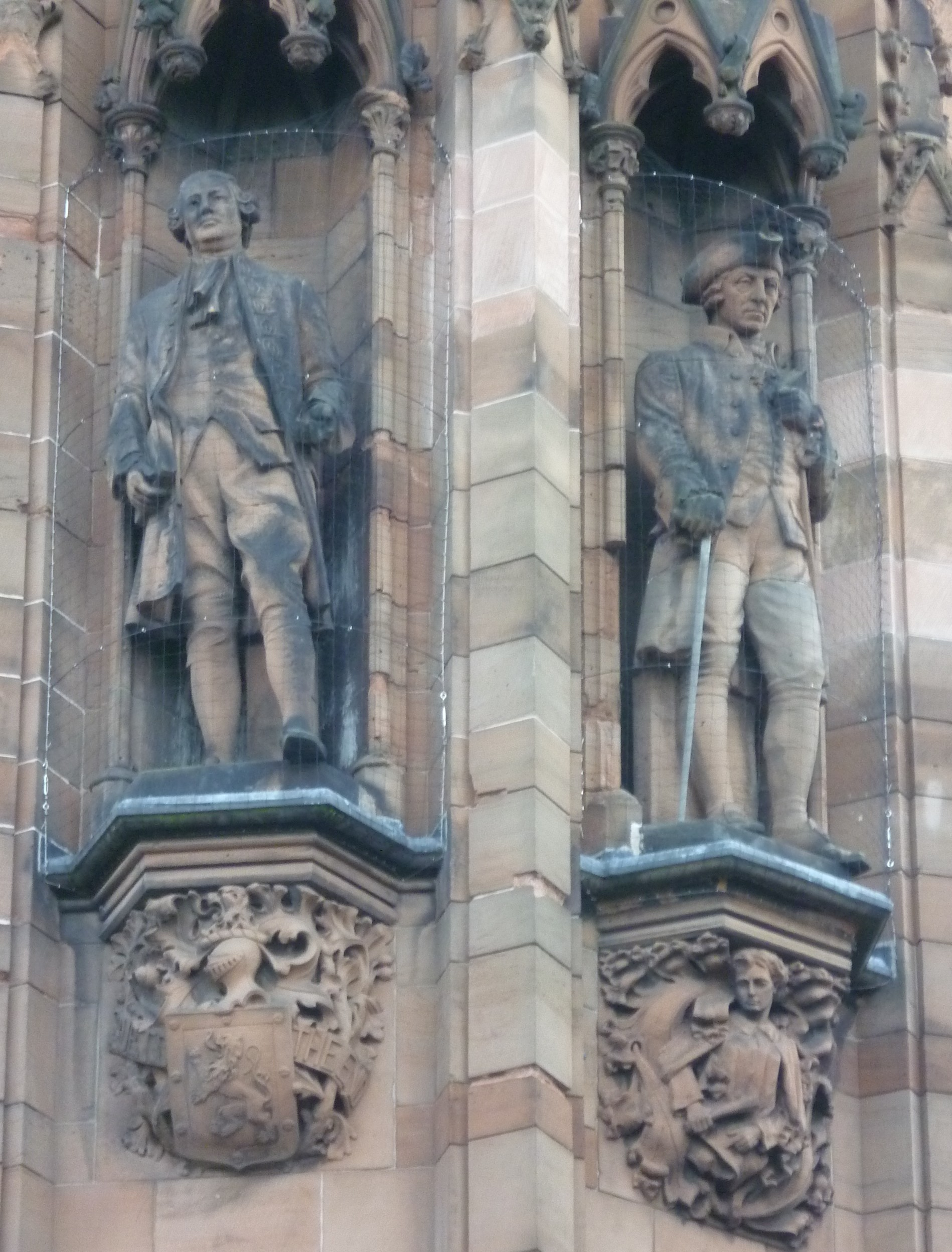
ديفيد هيوم وآدم سميث على المعرض الإسكتلندي الوطني للبورتريه

التنوير الإسكتلندي (بالاسكتلندية: Scots Enlichtenment، بالغيلية الاسكتلندية: Soillseachadh na h-Alba) هي حقبة عاشتها اسكتلندا بين القرن الثامن عشر وبداية القرن التاسع عشر تتسم بدفق من الإنجازات الفكرية والعلمية. بحلول القرن الثامن عشر، كان لدى اسكتلندا شبكة من المدارس الأبرشية في المنطقة الجنوبية الشرقية وأربع جامعات. بُنيت ثقافة التنوير على قراءات دقيقة للكتب الجديدة، ونقاشات شديدة كانت تُدار يوميًا في عدة أماكن مخصصة لتجمع المثقفين في إدنبرة مثل مجتمع الاختيار ولاحقًا، نادي البوكر، بالإضافة إلى تجمعهم داخل جامعات اسكتلندا العريقة مثل (سانت أندروز، وأبردين، وغلاسكو، وإدنبرة).
بالتشاطر مع النظرة الإنسانية والعقلانية لعصر التنوير الأوروبي الذي عاصر الحقبة نفسها، شدّد المفكرون الاسكتلنديون على أهمية المنطق البشري مصحوبًا برفض أي حجة لا يمكن تسويغها منطقيًا. اتّسم عصر التنوير في اسكتلندا بالفلسفة الإمبريقية (التجربيبة) الأصيلة وبتطبيق عملي لها، حيث كانت القيم الجوهرية هي الإصلاح، والفضيلة، والمصلحة العملية للفرد والمجتمع ككل.
كان من بين الميادين التي تقدمت بسرعة الفلسفة، والاقتصاد السياسي، والهندسة، وهندسة العمارة، والطب، والجيولوجيا، وعلم الآثار، وعلمي النبات والحيوان، والقانون، والهندسة الزراعية، والكيمياء، وعلم الاجتماع. وكان من بين رجالات الفكر والعلوم الاسكتلنديين في هذه الحقبة فرانسيس هتشيسون، وديفيد هيوم، وآدم سميث، ودوغالد ستيوارت، وتوماس ريد، وروبرت بيرنز، وآدم فيرغسون، وجون بلايفير، وجوزيف بلاك، وجيمس هوتون.
انتشر تأثير عصر التنوير الإسكتلندي بعيدًا جدًا عن اسكتلندا، ولم يكن سبب هذا الاحترامَ الذي لاقته الإنجازات الاسكتلندية خارج اسكتلندا فحسب، بل بسبب انتشار أفكاره وسلوكياته أيضًا في مختلف أرجاء أوروبا وعبر العالم الأطلسي بصفتها جزءًا من الشتات الإسكتلندي، وعن طريق الطلاب الأمريكيين والأوروبيين الذي درسوا في اسكتلندا.

## خلفية
حلّ اتحاد إنجلترا عام 1707 البرلمان الاسكتلندي. فارتحل أعضاء المجلس والسياسيون والأرستقراطيون ورجال الدولة إلى لندن. لكن القانون الإسكتلندي بقي منفصلًا عن القانون الإنجليزي، لذا بقيت محاكم القانون المدني والمحامون والقضاة في إدنبرة. بقي المقر الرئيسي لكنيسة اسكتلندا وقيادتها أيضًا، إلى جانب الجامعات والمؤسسات الطبية. شكّل المحامون والقساوسة، جنبًا إلى جنبٍ مع الأساتذة الجامعيين والمفكرين والأطباء والعلماء والمهندسين المعماريين، نخبةَ طبقةٍ وسطى جديدة سيطرت على اسكتلندا المدنية وسهلت التنوير الإسكتلندي.

### النمو الاقتصادي
عند الاتحاد عام 1707، كان تعداد سكان إنجلترا نحو خمسة أضعاف تعداد سكان اسكتلندا وثروتها تُقدر بـ 36 ضعفًا، لكن اسكتلندا امتلكت أربع جامعات (سانت أندروز، وأبردين، وغلاسكو، وإدنبرة) مقابل جامعتين إنجليزيتين. اختبرت اسكتلندا بدايات التضخم الاقتصادي، الأمر الذي سمح لها بسدّ هذه الثغرة. أدى الاختلاط مع إنجلترا إلى محاولات واعية لتحسين الهندسة الزراعية بين الأعيان والنبلاء. ورغم أن بعض ملاك العقارات قد حسنوا جودة حيوات عمالهم المُهجرين، أدت الأحداث المرافقة إلى بطالة أجبرت السكان على الهجرة إلى بلدات الحكم الذاتي أو إلى خارج البلاد. كان التغيير الأكبر في التجارة الدولية متجسدًا في التضخم السريع للأمريكتين بصفتهما سوقًا. استفادت غلاسكو تحديدًا من هذه التجارة الجديدة؛ في البداية بتزويد المستعمرات ببضائع مُصنّعة، ثم بزغت بصفتها مركزًا لتجارة التبغ وإعادة تصديره إلى فرنسا على وجه الخصوص. أصبح التجار المُشتغلون في هذه التجارة المربحة أسياد تجارة التبغ الأثرياء، الذين سيطروا على المدينة أغلب القرن الثامن عشر. تطورت الصرافة أيضًا في هذه الحقبة. أُنشئ مصرف اسكتلندا عام 1656 وكان مُشتبهًا به من قبل المتعاطفين مع حركة اليعاقبة، لذا أُنشئ مصرف اسكتلندا الملكي منافسًا له عام 1727. بدأت المصارف المحلية بالظهور في بلدات مستقلة ذاتيًا مثل غلاسكو وأير. الأمر الذي جعل العاصمة متاحةً أمام الأعمال التجارية، وحسّن الطرقات والتجارة.

### النظام التعليمي
يؤكد الإنسانيون أن التعليم في اسكتلندا بلغ أوجهُ بإصدار تشريع التعليم عام 1496، الذي ألزم كل أبناء البارونات وملاك الصرف بارتياد المدارس الثانوية. أُخذ هدف إنشاء شبكة من المدارس الأبرشية كجزء من البرنامج البروتستانتي في القرن السادس عشر، وحاولت سلسلة من تشريعات المجلس الخاص ومجلس النواب في الأعوام 1616 و1633 و1646 و1696 دعم تطوره وتمويله. بحلول أواخر القرن السابع عشر، اكتملت شبكة المدارس الأبرشية إلى حد كبير في المناطق الجنوبية الشرقية، لكن التعليم الأساسي في المناطق الجبلية كان ما يزال قاصرًا من نواحٍ عديدة. أحد تأثيرات هذه الشبكة الهائلة من المدارس كان تضخم «أسطورة الديمقراطية»، التي خلقت معتقدًا شائعًا في القرن التاسع عشر وهو أن العديد من «الصبية الموهوبين» استطاعوا الترقي خلال النظام ليتسلموا مكاتب مرموقة، وانتشرت هذه الثقافة في اسكتلندا أكثر بكثير من الدول المجاورة، خصوصًا إنجلترا. ينقسم المؤرخون الآن حول ما إذا كانت قدرة الصبية الذين تبعوا هذا الدرب نحو التقدم الاجتماعي تحمل أي اختلاف عن قريناتها في أمم مشابهة، لأن التعليم في بعض المدارس الأبرشية كان أساسيًا ومقتضبًا ولأن الحضور لم يكن إلزاميًا. بصرف النظر عن حقيقة نسبة الثقافة وقتها، من الواضح أن العديد من الطلاب الاسكتلنديين تعلموا شكلًا مفيدًا من الثقافة المرئية التي مكنتهم من تنظيم وتذكر المعلومات بأسلوب متفوق.
بحلول القرن السابع عشر، أصبح لدى اسكتلندا خمس جامعات، مقابل جامعتين لإنجلترا. بعد انتهاء الحروب الأهلية، فترة الكومنولث والتطهير عند استعادة الحكم الملكي، تعافت اسكتلندا وأتمت مقررًا مبنيًا على الثقافة استطاع الإحاطة بالاقتصاد والعلوم، وقدم تعليمًا ليبراليًا عالي الجودة لأبناء النبلاء والأعيان. شهد الجميع تأسيس مناصب الرياضيين أو استئنافها. بُنيت المراصد في جامعة سانت أندروز وكلّيتَي كينغز وماريشال في جامعة أبردين. عُين روبرت سيبالد (1641 – 1722) بصفة أول مدرس للطب في إدنبرة، وساهم في تأسيس كلية الأطباء الملكية في إدنبرة عام 1681. دفعت هذه التطورات الجامعات لتصبح مراكز رئيسية للتعليم الطبي ووضعت اسكتلندا في مقدمة الفكر الجديد. بحلول نهاية القرن، يمكن القول إن مدرسة الطب في جامعة إدنبرة كانت أحد مراكز العلوم الرائدة في أوروبا، مُتبجحة بأسماء مثل عالم التشريح ألكسندر مونرو (سيكوندوس)، والكيميائيَّين ويليام كولين وجوزيف بلاك، وعالم التاريخ الطبيعي جون ووكر. وبحلول القرن الثامن عشر، كان الوصول إلى الجامعات الاسكتلندية على الأغلب مُتاحًا أكثر منه في إنجلترا وألمانيا وفرنسا في الوقت نفسه. كان ارتيادها أقل تكلفة والجسد الطلابي أكثر تمثيلًا اجتماعيًا. حصدت اسكتلندا في القرن الثامن عشر المنافع الفكرية لهذا النظام.

## وصلات خارجية
- أضواء الشمال: كيف برزت الحياة الحديثة من إدنبرة القرن الثامن عشر.
- تنوير اسكتلندي - مقدمة.
- رابطة البلدة القديمة بإدنبرة - مراجع ووصلات